# بوسكا بيدمونت
بوسكا هي بلدية في مقاطعة كونيو في منطقة بيدمونت الإيطالية. تقع على بُعد حوالي 60 كيلومترًا (37 ميلًا) جنوب غرب تورينو وحوالي 15 كيلومترًا (9 أميال) شمال غرب كونيو.
تحد بوسكا البلديات التالية وهي :(بروساسكو ، كاراجليو ، كوستيجليولي سالوزو ، كونيو ، درونيرو ، ميلي ، سالوزو ، روكابرونا ، روسانا ، تارانتسكا ، فيناسكا ، فيلافاليتو وفيلار سان كوستانزو).

## التاريخ
أخذت منطقة بوسكا اسمها من عقار قديم في موقع ساحة هنري راسل، في القرن الثامن عشر ، كانت مملوكة لعائلة بوسكا . في القرن التاسع عشر كانت واحدة من أجمل العقارات و مساكن الزوارق الترفيهية في ضواحي تولوز ، و بعدها ملكها ماركيز دي كاستيلان . بعد أن غمرتها قناة ميدي عام 1841، تم تقسيم العقار و استحوذت عليه مدينة تولوز جزئيًا و الجزء الآخر استحوذ عليه مستثمرين من القطاع الخاص .و في القرن التاسع عشر شهدت المنطقة بناء فيلات برجوازية ذات طراز غير متجانس و من بينها العديد من المساكن على طراز ديكو وآرت نوفو
في عام 1884 حدث تفشي للكوليرا في البلدة . و في أوائل عام (2019) ونتيجة للاستفتاء الذي أجري في صيف 2018، اندمجت بلدية بوسكا مع بلدية فالمالا المجاورة لها.
و المدينة هي الموطن لقلعة روكولو . 

## المدن التوأم
تشمل المدن التوأم لبوسكا ما يلي:
- سان ماركوس سود، الأرجنتين
- كروز ألتا، الأرجنتين

## الروابط الخارجية
- الموقع الرسمي